# Diacara alluaudi
Diacara alluaudi är en kräftdjursart som först beskrevs av Dollfus 1895.  Diacara alluaudi ingår i släktet Diacara och familjen Oniscidae. Inga underarter finns listade i Catalogue of Life.